# Лидака, Ингмар
Ингмар(с) Лидака (латыш. Ingmārs Līdaka 13 августа 1966) — латвийский зоолог, активист природоохранных организаций и политик. С 2018 года председатель правления Рижского зоопарка. Член Латвийской Зелёной партии, бывший депутат Рижской думы и нескольких созывов Сейма.
В 1984 году окончил Вецумниекскую среднюю школу. С 1984 по 1989 год учился на биологическом факультете Латвийского университета. В 1989 году начал работу в Рижском зоопарке. В 1995 вступил в ЛЗП. Был избран в Рижскую думу 2001 года. В 2006 году избран в 9 Сейм.
15 октября 2009 года, во время заседания Сейма, Лидака потерял самоконтроль и крикнул депутату Николаю Кабанову «Aizver muti!» (рус. Закрой рот), так реагируя на громкие разговоры во время своей речи. Фраза «Закрой рот» получила известность в Латвии.
Также И. Лидака был депутатом 10, 11 и 12 Сейма. В марте 2018 года стал председателем правления Рижского зоопарка, в связи с этим потерял депутатский мандат.

## Награды
- Медаль Балтийской ассамблеи (2010)[4].